# Anse à Richard
Anse à Richard (do 16 czerwca 1976 Guet Cove) – zatoka (ang. cove, fr. anse) zatoki Chedabucto Bay w kanadyjskiej prowincji Nowa Szkocja, w hrabstwie Richmond; nazwa Guet Cove urzędowo zatwierdzona 6 listopada 1952.